# 世界樹と不思議のダンジョン
- 世界樹の迷宮シリーズ > 世界樹と不思議のダンジョンシリーズ > 世界樹と不思議のダンジョン
- 不思議のダンジョンシリーズ > 世界樹と不思議のダンジョンシリーズ > 世界樹と不思議のダンジョン

『世界樹と不思議のダンジョン』（せかいじゅとふしぎのダンジョン）は、アトラスから2015年3月5日に発売されたニンテンドー3DS専用ゲームソフト。アメリカでは同年4月7日、ヨーロッパでは同年9月11日に発売された。

## 概要
世界樹の迷宮シリーズのスピンオフタイトル。スパイク・チュンソフトの不思議のダンジョンシリーズとのコラボレーション作品で、内容は同シリーズのシステムに準拠したローグライク型RPGである。
続編の『世界樹と不思議のダンジョン2』（せかいじゅとふしぎのダンジョンツー）が2017年8月31日に発売された。

## システム
パーティーシステム
多くのローグライクではプレイヤーキャラクター1人でダンジョンを踏破していくが、本作では最大4人でパーティーを組んでダンジョンを攻略していく。町にいる控えメンバーにも経験値は入るが、その量は微々たるものである。
アリの巣構造ダンジョン
多くのローグライクではダンジョンは一本道で先に進む事しかできないが、本作ではダンジョンは分岐や全ての階層を自由に行き来できる。ただし、フロア移動回数を重ねるほどモンスターの攻撃力、防御力が増していく為、移動を繰り返すほど探索の危険度が増す。
町の発展
お金を支払う事で町の施設を発展させられるシステム。各施設は個別に発展させなければ成らず、ストーリー進行により発展可能な上限は決まっている。施設を発展させる事で、倉庫に預けられるアイテム数が増えたり、商品の品揃えが増えたりと、各施設に関する特典が得られる。
ボス戦
ダンジョンでは、プレイヤーはリーダーキャラだけを操作して進めていくが、ボス戦では全てのキャラに指示を出して戦う。
D.O.E
中盤以降のダンジョンに生息する一際強力なモンスター。3×3マスの大型の種類が約3分の2を占める。
ダンジョンの下層から上層を目指して移動し、最終的にはダンジョンから出て町を破壊するという特徴がある。
砦を破壊すると下層に戻るという習性があるので、これを利用して侵攻を止めるのが基本。もちろん戦力が整っていれば戦って撃破する事も可能である。ただし、D.O.Eは特殊なオーラを纏っていて全てのダメージを1にしてしまう。状態異常中のみ、このオーラを無効化してダメージを与えられるが、大型のD.O.Eは2種類の状態異常にしないとオーラを消せない。
砦
ダンジョンの階層にはお金を払って砦を建設できる。そうすることでそのダンジョンの構造を固定できるが、各フロアの構造はランダムのままである。
砦にはギルドの控えメンバーを防衛隊として派遣できる。同じ砦に派遣できるのは4人まで。砦に派遣したメンバーは町にいる時よりも多くの経験値を得る事が出来る。
防衛隊の居る砦でD.O.Eと戦闘になった場合、最大8人でD.O.Eと戦う事ができる。特殊な能力を持つ砦もあり、町と直接行き来できる樹海磁軸を持つもの、砦のあるフロアにいると攻撃力が増えるものなどがある。

## クラス
ソードマン
『IV』より登場。攻防のバランスが良く、属性攻撃も可能な職業。
パラディン
『I』『II』より登場。守備力に秀でる壁役で、味方を守る職業。
ルーンマスター
『IV』より登場。属性攻撃と遠隔攻撃を得意とする職業。
ガンナー
『II』より登場。遠隔攻撃を得意とし、属性攻撃も可能な職業。
メディック
『I』『II』『IV』より登場。味方の体力や状態異常を回復する職業。
カースメーカー
『I』『II』より登場。敵に状態異常・縛り・弱体効果に特化した職業。
ダンサー
『IV』より登場。自分の周囲1マスの味方を強化・回復する職業。
プリンス / プリンセス
『III』より登場。号令で味方を強化する職業。
シノビ
『III』より登場。相手の攻撃を回避することに特化した職業。
パイレーツ
『III』より登場。突剣と銃に特化したオールレンジ型の職業。
アルケミスト
『I』『II』より登場。数々の属性術を操る職業。
モンク
『III』より登場。気功を用いて様々な効果の発揮を得意とする職業。
ファーマー
『III』より登場。アイテムの収集が得意な職業。
フーライ
本作のオリジナルクラス。便利な自己強化スキルなどを持つ職業。
ケンカク
本作のオリジナルクラス。攻撃力は高く、防御力は低い職業。

## 登場キャラクター

### 世界樹と不思議のダンジョン
モスケン
気球艇の船長。サングラスをかけた傷や刺青だらけの男性。儲け話が好きな豪胆な人物。気球艇の操縦技術は確かなものがあり、暴風吹き荒れる世界樹付近への操縦もこなしている。
かつて王侯貴族からD.O.E入りの琥珀を世界樹の近くに廃棄する裏の仕事を多額の報酬に目がくらんで引き受けたものの、関係者は口封じのために暗殺されることを知って逃げ出した過去がある。その結果、重罪人にでっち上げられて賞金首になってしまうが、刺客として送り込まれたかすみ達にランディ教授と共に助けられ、かすみの誘いでアスラーガへと身を隠しに来ていた。なお、「身を隠す際に顔と名前を捨てた」と言っており、モスケンという名前も本名か偽名かは不明（本名を知っているであろうかすみが言っているので、明確ではない）。エンディング後、世界樹やD.O.Eの存在が公となった事から懸賞金を払いたくない王侯貴族側から罪を取り消されるも、アスラーガに留まることを選ぶ。
ギルド長
アスラーガに来る冒険者たちを取りまとめるギルドのリーダー。プレイヤーのギルドにとっても上官に当たる人物。厳格な性格だが、素性を明かさない部下の兵士（実際は変装したランディ教授）に対して「正体が分からなくても仕事ぶりから信頼している」と認めるなど寛容な面もある。
元々はマガンのいた国に使える騎士であり、マガンとアストリアが身を隠す際に共に同行して来た。
かすみ
プレイヤーのギルドが宿泊所とする東洋風の旅館「かすみ屋」の女将。物腰柔らかで冷静沈着な女性。宿泊場所を提供する以外にも、アイテムと金銭の倉庫を貸す、ギルドの面々に弁当を作るなどしてサポートしてくれる。
実は元々はとある王侯貴族に仕えていたくノ一であり、かすみ屋の従業員も彼女と共に抜け忍となった忍者たちである。2年前にランディ教授やモスケンたちの暗殺を命じられるが、任務内容に疑問を抱いて実態を調べてみたところ、王侯貴族が私欲と保身の為に彼らの暗殺を企てている事を知って離反、彼女と共に抜け忍となる道を選んだ忍者仲間と共にランディ教授らを助けて王侯貴族が手出しをできない世界樹付近にあるアスラーガに移住して、素性を隠しつつ諜報活動を行っていた。
エリザベス
アスラーガの企業である「ダーナ工業」の社長の娘で、同社が営むアウトレットのダーナ直売所の看板娘。「ベス」と愛称で呼ばれることが多い。ダーナ工業のアイドル的存在で、同社の技術者や職人たちから高い人気がある。幼いながら、父の自慢話や、職人や冒険者たちの喧嘩をなだめるしっかりとした面倒見の良い性格だが、母の言葉によると昔は思い通りにならないとすぐ泣いていたらしい。
なお、母親はエンディング後に琥珀軒のお客として姿を見せており、「気品のある婦人」となっていて従者がいる事などを見るとかなり地位のある女性で、病気を患っている模様。
ナン・ダーナ社長
エリザベスの父親で、ダーナ工業の社長。「～ダナ」が口癖。強引な性格で自慢話好きだが、技術経営者として確かな技量を持つと共に、部下思いの人徳者。後述のように都落ちの際も、部下の技術者たちは彼を慕って付いて来ている。
元々は都会で気球艇製造を行っていたが、優秀さゆえに上からの蹴落としや下からの嫉妬にあってしまい、都落ちすることになる。付いて来てくれた部下と共に発展中であったアスラーガに移住してダーナ工業を創立し、街の発展と共に事業を軌道を乗せて今に至っている。
ニラルダ
プレイヤーのギルドが利用する飲食店「食堂琥珀軒」を切り盛りする女性。既婚者で、まだ赤ん坊の息子をおぶって仕事をしている。サバサバとして肝の座った性格。
夫は冒険者のようだが、家を留守にするばかりか、失敗ばかりしては他の職業に転職して、ニラルダにしょっちゅう叱られているらしい。ただしなんだかんだいって夫の事を愛しているようで、その仲の良さは街で評判になっている。
マガン
アスラーガの代表者である青年男性。若年ながら統治者として確かな手腕を持ち、アスラーガを短期間で発展させた。民の事を何よりも思いやる聡明な人物でもあるため住民からの人気は非常に高い。
元々はとある国の皇太子で、アストリアとも政略結婚だったのだが、互いに惹かれあう間柄となる。しかし、マガンとアストリア両国ともに後継者争いが熾烈な状態だったため、身内から命を狙われることとなり、当時の部下だったギルド長との3人で先王の隠れ家（現在の第1迷宮）があった世界樹の麓に身を隠した。後にそこで興ったアスラーガの代表者となる。
アストリア
マガンの妻で、現在は故人。1年前のアスラーガへのD.O.Eの襲撃に巻き込まれて亡くなった。モスケンの話によるとマガンよりも6歳年下であった。
上述のようにマガンとは政略結婚であったが、深く愛し合っていた。気丈な人物であったようで、隠居先でも偽名を使う事をはばかって「暗殺等の手出しが出来ないくらい街の規模を大きくすればいい」としてアスラーガ発展に尽力していたという。自分を初めて見た際に全く動じなかった彼女を、モスケンも高く評価していた。
サラ
若い女性の迷宮考古学者。後述のランディ教授に代わってマガンからアスラーガに呼ばれて（実際はマガンに情報を提供したかすみを介してランディ教授がわざと呼んだ）、以後そこの不思議のダンジョンおよびD.O.Eの正体について研究していた。若年ながら分野の権威であるランディ教授が絶賛するほどの秀才で、すでに多数の優れた論文を出しており、『世界樹の迷宮』本編シリーズの第4作目の迷宮に関する調査書も制作している。料理など家事は苦手。
本人も知らなかったが、実はランディ教授の関係者及び世界樹の存在を知る者として、D.O.Eの隠ぺいを図る王侯貴族からはサーシャと共に命を狙われており、ランディ教授がサラの身を守るためにアスラーガに呼んだというのが真相だった。
サーシャ
ランディ教授の娘。現在3歳。天真爛漫な性格で保護者代わりであるサラに非常になついており、リズリーとも飼っている赤獅子と共に遊び相手を務めてくれている事から仲が良い。一方ランディ教授へは、物心ついた時期に彼が身を隠していた事から父親だと認知できておらず「ランディのおじちゃん」と呼んでいる。
母親ナターシャの盟約の民の血を継いでおり、世界樹と意思を通わすことができる。ただし、普通の人間として育ててほしいというナターシャの遺言を受けたランディ教授の意向で秘密にされていた。
リズリー
サラの友人で、ダンジョン内で「赤獅子商店」を経営する猛獣使いの女性。元々はサーカスで猛術使いをしておりどんな獣も従える凄腕だったのだが、モンスターの赤獅子を従えようとしてサーカス側に反対されたことから退団し、従えた赤獅子をボディガードにしてダンジョン内で商店を始めた。来ているボンデージファッションのような服装はサーカス時代からのコスチュームの模様。
ニクソン・ランディ教授
サラの師匠である大学教授で、迷宮考古学の権威である冒険者。2年前から一人冒険に出かけて以後行方不明とされていたが、実はアスラーガの中で冒険者ギルドの兵士に変装してムスペル打倒のための計画を進めていた。ムスペルが倒された後、展開の都合の良さから彼が糸を引いていた事をサラに見破られ、正体と意図を明かした。
年齢による体力の衰えのため冒険を控えて大学で教鞭をとっていたのだが、弟子のサラに触発されて4年前に単身気球艇で世界樹の調査に向かった。その際に暴風に巻き込まれて墜落し重傷を負ってしまうが、麓にあった盟約の民の村最後の生き残りナターシャに看病されて一命を取り留めた。彼女から世界樹の下に封印された焔人ムスペルの復讐計画が間近に迫っていることを知り、ムスペルの打倒を計画。その後ナターシャと結婚してサーシャをもうけるが、ナターシャを寿命で亡くした後、サーシャを連れて大学に戻り、世界樹と焔人に関する著書を執筆する。しかしムスペルの復讐に巻き込まれないようにと世界樹の位置を書かなかったために、王侯貴族から世界樹をD.O.E入りの琥珀の捨て場所として聞き出された上で、口封じのために暗殺されそうになる。幸い、刺客であったかすみに助けられ、彼女やモスケンと共にアスラーガに身を隠しつつ、ギルド所属の兵士に扮して計画を密かに進めていた。

### 世界樹と不思議のダンジョン2
ナディカ
トラオレ
コヌア
ラジム
ヨボ
ムッコラン
アントニカ
イルコフ
ネッド
エミル
マティルダ
闇の女商人

## スタッフ
- ディレクター：横路ゆかり、長畑成一郎
- 企画：長畑成一郎
- プロデューサー:小森成雄
- 製作：アトラス
- 開発:スパイク・チュンソフト
- キャラクターデザイン:長谷川薫
- 音楽：古代祐三
- クラスデザイン原案：日向悠二
- モンスターデザイン:長澤真
- 美術監督：山本二三

## 評価
本作は多くで肯定的に評価され、Metacriticでは79/100のスコア。
ファミ通クロスレビューでは8、8、9、9の34点でゴールド殿堂入り。レビュアーは「ダンジョンが楽しく緊張感もある」、「ボス戦はメリハリが利いている」、「アリの巣構造ダンジョンなどの新要素を楽しめる」、「砦の建設や町の発展などモチベーションになるシステム」、「プレイヤーの誘導も丁寧でストレスなく楽しめる」、「2作品のいいとこ取り」だと評価した一方、パーティの仲間はオートで行動するため通常の戦闘で次のターンの行動が読みづらいかも、と指摘した。

### 販売
日本では発売初週では2位となる65226本売り上げ、初回出荷分の91.96%だった。